# نوي باماروت
نوي باماروت (بالفرنسية: Noé Pamarot)‏، من مواليد 14 ابريل 1979 في فونتيناي سوس بيوس في فرنسا، لاعب كرة قدم فرنسي.
بدأ مسيرته الكروية مع نادي مارتيغويس في عام 1997، ولعب معهم حتى عام 1999، وشارك معهم في 25 مباراة وسجل هدفين، وفي عام 1999 انتقل إلى نادي نيس، ولعب معهم حتى عام 2004، وشارك معهم في 122 مباراة وسجل 6 أهداف، وفي موسم 1999/2000 أعير إلى نادي بورتسموث الإنجليزي، ولعب معهم مباراتين، وفي عام 2004 انتقل إلى نادي توتنهام هوتسبير الإنجليزي، ولعب معهم حتى عام 2006، وشارك معهم في 25 مباراة وسجل هدف واحد، ومنذ عام 2006 وهو يلعب مع نادي بورتسموث الإنجليزي.

## روابط خارجية
- نوي باماروت على موقع رابطة كرة القدم الفرنسية للمحترفين (الإنجليزية)
- نوي باماروت على موقع قاعدة بيانات كرة القدم.إي يو (الإنجليزية)
- نوي باماروت على موقع ليكيب (الفرنسية)
- نوي باماروت على موقع Soccerbase.com (لاعب) (الإنجليزية)
- نوي باماروت على موقع عالم كرة القدم.نت (الإنجليزية)
- نوي باماروت على موقع AS.com (الإسبانية)